# Marais de Mabamba
Les marais de Mabamba sont une zone humide d'Ouganda située au bord du lac Victoria, au nord-est de la péninsule d'Entebbe dans le district de Wakiso. Protégé depuis septembre 2006, ils constituent l'une des trente-trois zones importantes pour la conservation des oiseaux de l'Ouganda, permettant la conservation du bec-en-sabot du Nil, de l'hirondelle bleue et du gonolek des papyrus.